# Calycomyza orientalis
Calycomyza orientalis är en tvåvingeart som beskrevs av Spencer 1986. Calycomyza orientalis ingår i släktet Calycomyza och familjen minerarflugor. Inga underarter finns listade i Catalogue of Life.